# Lammerville
Lammerville ist eine französische Gemeinde mit 307 Einwohnern (Stand: 1. Januar 2022) im Département Seine-Maritime in der Region Normandie (vor 2016 Haute-Normandie). Sie gehört zum Arrondissement Dieppe und zum Kanton Luneray (bis 2015 Bacqueville-en-Caux). Die Einwohner werden Lammervillais genannt.

## Geographie
Lammerville liegt etwa 25 Kilometer südwestlich von Dieppe im Pays de Caux. Umgeben wird Lammerville von den Nachbargemeinden Brachy im Norden und Nordwesten, Hermanville im Norden und Nordosten, Bacqueville-en-Caux im Süden und Osten, Royville im Westen und Südwesten sowie Rainfreville im Westen.
Im Gemeindegebiet findet sich ein Flugplatz für Ultraleichtflieger.

## Bevölkerungsentwicklung
| Jahr                       | 1962 | 1968 | 1975 | 1982 | 1990 | 1999 | 2006 | 2017 |
| Einwohner                  | 360  | 329  | 309  | 289  | 310  | 327  | 317  | 335  |
| Quellen: Cassini und INSEE |      |      |      |      |      |      |      |      |

## Sehenswürdigkeiten

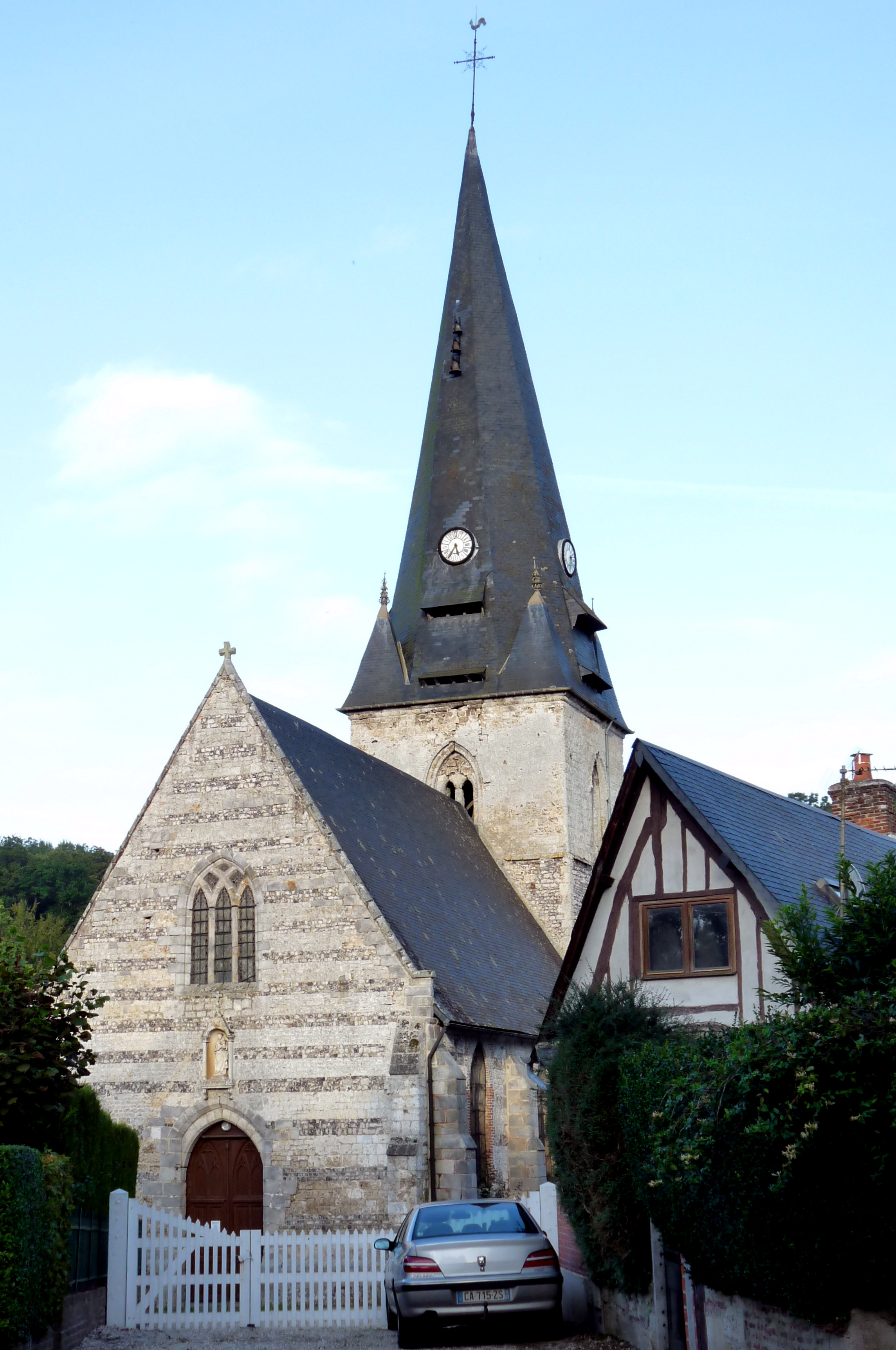
Kirche Notre-Dame

- Kirche Notre-Dame aus dem 12. Jahrhundert, Monument historique seit 1986